# 강원특별자치도체육회
강원특별자치도체육회(江原道體育會, Gangwon-do Sports Council)는 강원특별자치도의 학교체육 및 생활 체육의 진흥, 시민 건강과 체력 증진, 여가 선용 및 복지 향상 등을 위하여 대한체육회 산하에 설치된 기관이다.
체육회장은 총회에서 강원특별자치도지사를 추대하거나, 회장선출기구에서 선출한다.

## 연혁
- 1946년 5월 1일: 강원도체육회 발족
- 2016년 1월 21일: 강원도생활체육회와 통합

## 조직
회장
- 사무처
  - 기획경영부
  - 사업운영부
  - 체육진흥부
  - 생활체육부

### 지부
- 강릉시체육회
- 동해시체육회
- 삼척시체육회
- 속초시체육회
- 원주시체육회
- 춘천시체육회
- 태백시체육회
- 고성군체육회
- 양구군체육회
- 양양군체육회
- 영월군체육회
- 인제군체육회
- 정선군체육회
- 철원군체육회
- 평창군체육회
- 홍천군체육회
- 화천군체육회
- 횡성군체육회